# 对外情报学院
对外情报学院（俄语：Академия внешней разведки），苏联末期称为“安德罗波夫学院”，是俄罗斯的一所间谍学院，现隶属于俄罗斯情报部门对外情报局。1984年到1985年，俄罗斯总统普京曾于此接受培训。该学校始建于1938年，当时隶属于内务人民委员会，之后隶属于KGB。

## 知名校友
- 弗拉基米尔·普京，俄罗斯总统
- 谢尔盖·鲍里索维奇·伊万诺夫，俄罗斯前国防部长